# Liste der Steinernen Rinnen in Bayern
Diese sortierbare Liste enthält die Steinernen Rinnen in Bayern. Die meisten befinden sich am Nordrand der Fränkischen Alb in den Landkreisen Nürnberger Land und Weißenburg-Gunzenhausen.
| Name                               | Länge (m) | Höhe (m) | Horizont (Geologisch)                  | Regierungsbezirk | Landkreis               | Gemeinde/Stadt          | Koordinaten                      | Bild | Besonderheiten                                        |
| ---------------------------------- | --------- | -------- | -------------------------------------- | ---------------- | ----------------------- | ----------------------- | -------------------------------- | ---- | ----------------------------------------------------- |
| Steinerne Rinne bei Erasbach       | 80        | 0,8      | Dogger/Malm (Ornatenton-Quellhorizont) | Oberpfalz        | Neumarkt                | Berching                | 49° 8′ 3,4″ N, 11° 25′ 10,9″ O   |      | Geotop (373R020)                                      |
| Käsrinne bei Heidenheim            | 150       | 0,4      | Ornatenton im unteren Weißjura         | Mittelfranken    | Weißenburg-Gunzenhausen | Heidenheim              | 49° 2′ 0,8″ N, 10° 43′ 53,2″ O   |      | Geotop (577R018)                                      |
| Steinerne Rinne von Oberweiler     | 50        | 0,2      | Ornatenton im unteren Weißjura         | Mittelfranken    | Weißenburg-Gunzenhausen | Meinheim                | 49° 0′ 33,7″ N, 10° 48′ 29,4″ O  |      | Geotop (577R006)                                      |
| Steinerne Rinne bei Wolfsbronn     | 130       | 1,6      | Ornatenton im unteren Weißjura         | Mittelfranken    | Weißenburg-Gunzenhausen | Meinheim                | 49° 0′ 35,6″ N, 10° 47′ 15,6″ O  |      | Geotop (577R002) und Naturschutzgebiet (NSG-00213.01) |
| Steinerne Rinne bei Hechlingen     | 15        | 0,5      | Ornatenton im unteren Weißjura         | Mittelfranken    | Weißenburg-Gunzenhausen | Heidenheim              | 48° 59′ 20,5″ N, 10° 44′ 5,9″ O  |      | Geotop (577R005)                                      |
| Steinerne Rinne von Buckmühle      | 20        | 0,1      | Ornatenton im unteren Weißjura         | Mittelfranken    | Weißenburg-Gunzenhausen | Gnotzheim               | 49° 2′ 35,8″ N, 10° 43′ 57″ O    |      | Geotop (577R003) und Naturdenkmal.                    |
| Steinerne Rinne bei Rohrbach       | 60        | 1        | Ornatenton im unteren Weißjura         | Mittelfranken    | Weißenburg-Gunzenhausen | Ettenstatt              | 49° 3′ 6,3″ N, 11° 2′ 57,8″ O    |      | Geotop (577R004)                                      |
| Junge Steinerne Rinne bei Rohrbach | 30        | 0,1      | Ornatenton im unteren Weißjura         | Mittelfranken    | Weißenburg-Gunzenhausen | Ettenstatt              | 49° 2′ 58,8″ N, 11° 3′ 9,4″ O    |      | Geotop (577R004)                                      |
| Steinerne Rinne am Buchenberg      | 30        | 0,2      |                                        | Mittelfranken    | Nürnberger Land         | Offenhausen             | 49° 27′ 23,3″ N, 11° 23′ 15,6″ O |      | Geotop (574R026)                                      |
| Steinerne Rinne bei Raschbach      | 30        | 0,6      |                                        | Mittelfranken    | Nürnberger Land         | Altdorf                 | 49° 27′ 23,3″ N, 11° 23′ 15,6″ O |      | Naturdenkmal                                          |
| Wachsender Felsen von Usterling    | 24        | 5,4      |                                        | Niederbayern     | Dingolfing-Landau       | Landau an der Isar      | 48° 39′ 43,7″ N, 12° 38′ 55,9″ O |      | Geotop (279R004) und Naturdenkmal                     |
| Wachsender Stein in Schönbrunn     | 7         | 0,5      |                                        | Niederbayern     | Landshut                | Landshut                | 48° 33′ 14,2″ N, 12° 11′ 56,5″ O |      | Geotop (261R002) und Naturdenkmal                     |
| Steinerne Rinne bei Kaufering      | 100       | 1        |                                        | Oberbayern       | Landsberg am Lech       | Landsberg               | 48° 5′ 2,4″ N, 10° 52′ 33,6″ O   |      | Geotop (181R015)                                      |
| Steinerne Rinne Baun-Alm           | 15        | 1        |                                        | Oberbayern       | Bad Tölz-Wolfratshausen | Wackersberg             | 47° 43′ 13,3″ N, 11° 30′ 49,4″ O |      | Geotop (173R021)                                      |
| Steinerne Rinne Knapp              | 20        | 1        |                                        | Oberbayern       | Bad Tölz-Wolfratshausen | Wackersberg             | 47° 44′ 11,6″ N, 11° 33′ 24,7″ O |      | Geotop (173R022)                                      |
| Bachlauf bei Bernbeuren            | 600       | 1        |                                        | Oberbayern       | Weilheim-Schongau       | Bernbeuren              | 47° 44′ 33,3″ N, 10° 46′ 15,4″ O |      | Geotop (190R044)                                      |
| Steinerne Rinne bei Roschlaub      | 30        | 0,4      |                                        | Oberfranken      | Bamberg                 | Scheßlitz               | 50° 1′ 26,7″ N, 11° 1′ 44,4″ O   |      | Naturdenkmal, Geotop (471R013)                        |
| Steinerne Rinne bei Thalheim       | 15        | 0,6      |                                        | Mittelfranken    | Nürnberger Land         | Happurg                 | 49° 28′ 16,9″ N, 11° 31′ 33,4″ O |      | Teil eines Landschaftsschutzgebietes                  |
| Steinerne Rinne bei Kurzenaltheim  | 30        | 0,1      |                                        | Mittelfranken    | Weißenburg-Gunzenhausen | Meinheim                | 49° 1′ 50,8″ N, 10° 46′ 5,7″ O   |      | Teil des Naturpark Altmühltal                         |
| Steinerne Rinne bei Düsselbach     | 70        | 0,5      |                                        | Mittelfranken    | Nürnberger Land         | Vorra                   | 49° 32′ 49,4″ N, 11° 28′ 21,7″ O |      | Geschützter Landschaftsbestandteil                    |
| Steinerne Rinne bei Dietfurt       | 40        | 0,2      |                                        | Oberpfalz        | Neumarkt                | Dietfurt an der Altmühl | 49° 2′ 19,8″ N, 11° 35′ 20,4″ O  |      | Teil des Naturpark Altmühltal                         |